# Medicinska fizika
Medicinska fizika je dio fizike u kojem se primjenjuju fizički pojmovi, teorije i metode u svrhu medicinske ili zdravstvene zaštite. Odjeli medicinske fizike odjeli mogu se naći u bolnicama i na sveučilištima sveučilištima.
U slučaju rada u bolnici, pojam "medicinski fizičar" je naziv za određene medicinske struke s određenom misijom. Medicinski fizičari često javljaju u sljedećim medicinskim specijalnostima: dijagnostici i intervencijskoj radiologiji, nuklearnoj medicini i zaštiti od zračenja, onkologiji (odnosno radioterapiji).